# Bryher (poétesse)
Pour les articles homonymes, voir Bryher (homonymie).
Bryher, à l'état civil Annie Winifred Ellerman, est une femme de lettres anglaise, née à Margate (Royaume-Uni) le 2 septembre 1894 et morte à Vevey (Suisse) le 28 janvier 1983. Poétesse, romancière et éditrice de magazine, elle est une figure importante du milieu littéraire anglophone dans le Paris des années 1920.

## Biographie

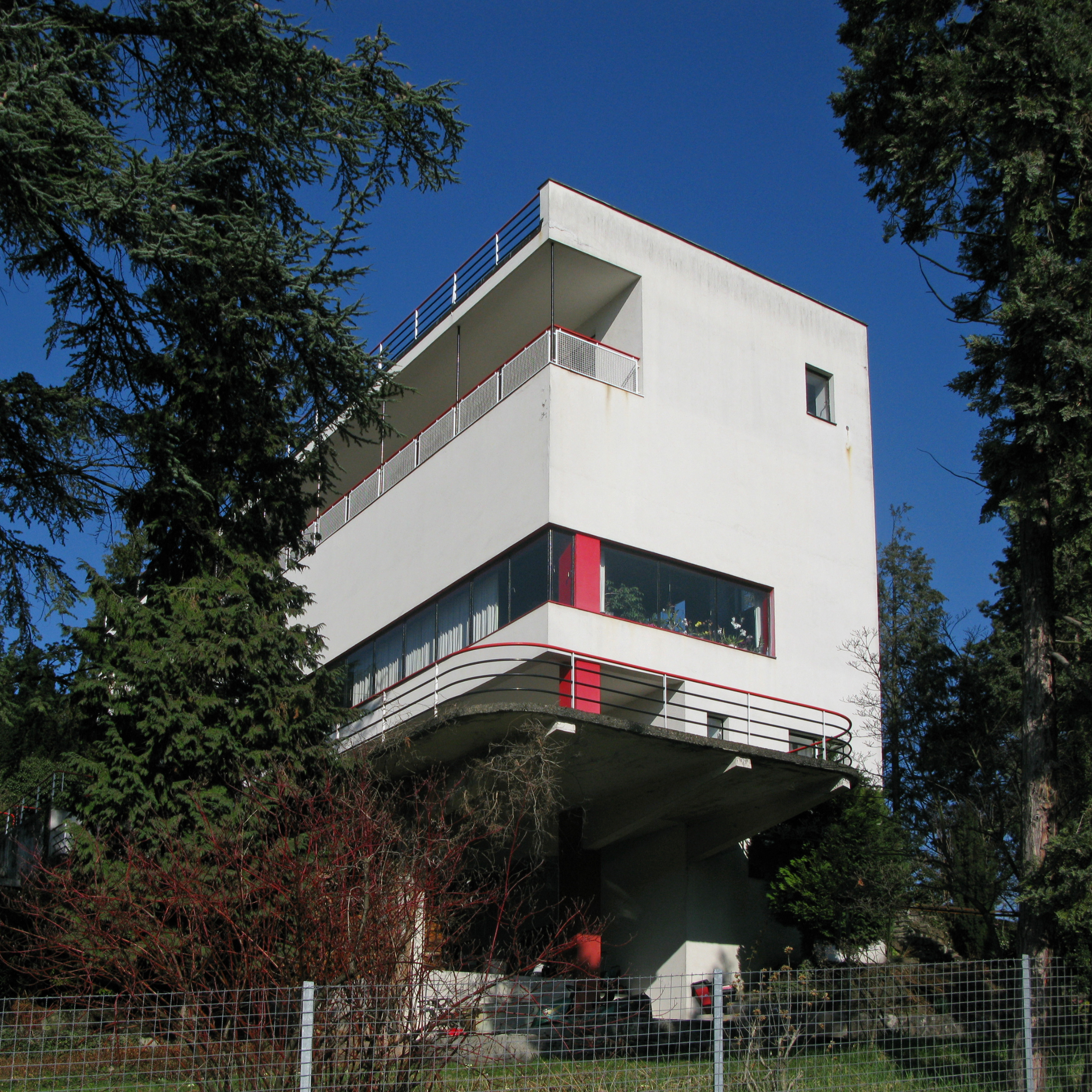
La villa Kenwin, où Bryher a longtemps vécu.

Annie Winifred Ellerman est la fille de Sir John Ellerman (en) (1862-1933), un armateur et homme d'affaires britannique, qui possédait l'une des plus grosses fortunes du Royaume-Uni. Sous le nom de plume de Bryher, elle signe des articles dans le magazine The Sphere que son père racheta durant la Première Guerre mondiale.
En 1918, elle rencontre la poétesse Hilda Doolittle (H. D.), de huit ans son aînée, et commence alors une relation homosexuelle qui va durer jusqu'à la mort de Hilda en 1961, ce qui ne les empêche pas l'une et l'autre d'avoir d'autres partenaires et d'être mariées. Elle fait donc un mariage de convenance le 14 février 1921 avec l'écrivain américain Robert McAlmon dont elle divorce en 1927. Le couple joue un rôle de premier plan dans le milieu littéraire anglophone à Paris et la fortune de Bryher permet à son mari d'aider James Joyce à mener à bien la publication d’Ulysse et de fonder sa maison d'édition, Contact Publishing Company. Dans leur entourage, on trouve aussi Ernest Hemingway, Gertrude Stein, Sylvia Beach, patronne de la Librairie Shakespeare and Company, Berenice Abbott, Mary Butts, Djuna Barnes.
Après son divorce, elle épouse l'écrivain et réalisateur Kenneth Macpherson (en), qui était aussi l'amant de Hilda Doolittle. Avec Macpherson, elle fait construire par l'architecte allemand Hermann Henselmann la villa Kenwin, à La Tour-de-Peilz, dans le canton de Vaud (Suisse). Elle vit dans cette maison avec son mari et Hilda Doolittle, ainsi qu'avec la fille de celle-ci, Perdita.
Entre 1927 et 1933, Macpherson et Bryher font paraître le magazine Close up, consacré à l'histoire, la critique et l'esthétique du cinéma. Bryher contribue à faire connaître Sergueï Eisenstein en Occident.
Pendant la Seconde Guerre mondiale, elle vit à Londres avec Hilda D. ; après 1946, elle ne vit plus avec Hilda Doolittle, mais leur relation perdure. Elle soutient financièrement l'écrivain juif Johannes Uržidil qui a dû fuir le nazisme de la Tchécoslovaquie avec son épouse. Elle divorce de Macpherson en 1947. 
Après 1952, elle écrit des romans historiques, qui se situent à l'époque romaine (Roman Wall, The Coin of Carthage) ou médiévale (Ruan).

## Œuvres

### Poésie
- Region of Lutany (1914).
- Arrow Music (1922).

### Romans
- Development (1920).
- Two Selves (1923).
- Beowulf (1948).
- The Fourteenth of October (1952).
- The Player's Boy (1953).
- Roman Wall (1954).
- Visa for Avalon (1965).

### Autobiographie
- The Heart to Artemis (1962).